# VV Westerkwartier
VV Westerkwartier is een amateurvoetbalvereniging uit Boerakker en Niebert, gemeente Westerkwartier, provincie Groningen, Nederland. De club ontstond in 2019 uit een fusie van SVMH, de vereniging van Nuis en Niebert, en VV Boerakker te Boerakker.

## Algemeen
Hoewel SVMH en VV Boerakker in 2019 fuseerden bestond er al een samenwerkingsverband voor de jeugd: SJO Boerakker/SVMH (Samenwerkende Jeugd Opleiding Boerakker/SVMH). VV Westerkwartier maakt gebruik van de speelvelden in zowel Niebert als in Boerakker. Het eerste elftal speelt op zaterdagen in Niebert.

## Standaardelftal
Het standaardelftal speelde in het seizoen 2020/21 in de Vijfde klasse zaterdag van het KNVB-district Noord.